# 노로바이러스
노로바이러스(영어: norovirus 또는 winter vomiting bug)는 비세균성 급성위장염을 일으키는 바이러스의 한 종류이다. 위장염의 가장 흔한 원인이다. 감염 시 피가 나지 않는 설사, 구토, 복통 등의 증상이 나타날 수 있다. 발열과 두통을 보이는 경우도 있다. 바이러스에 노출된 후 12~48시간 정도 뒤에 증상이 나타나는 것이 일반적이며 1~3일이 지나면 회복된다. 합병증이 발생하는 경우는 흔하지 않으나, 어리거나 나이가 많은 사람, 또는 다른 질환이 있는 사람의 경우 특히 탈수와 같은 합병증이 생기기 쉬워진다.
노로바이러스는 보통 대변-구강 경로를 통해 전파된다. 이는 오염된 음식이나 물, 사람 간 접촉을 통해 이루어진다. 오염된 물건의 표면이나 감염된 환자의 토사물 에어로졸을 통해서도 전파될 수 있다. 감염의 위험 인자에는 비위생적인 음식 조리 과정이나 다수의 사람들이 모인 밀폐된 장소에 있는 것 등이 있다. 진단은 보통 증상을 바탕으로 내린다. 확진 검사를 보통 시행하지는 않으나 노로바이러스가 유행 중이라면 공공의료 차원에서 검사를 진행하기도 한다.
적절한 손 씻기와 오염된 표면의 소독이 예방에 필수적이다. 노로바이러스에 대한 백신이나 특별한 치료법은 없다. 치료 시에는 충분한 액체를 마시게 하거나 정맥 주사로 수액을 놓아 대증치료를 시행한다. 마시는 액체로는 경구수액이 권장되지만, 카페인이나 알코올이 들어가지 않은 다른 음료를 마시는 것도 도움이 된다. 노로바이러스는 외피로 싸이지 않은 바이러스이므로 알코올 기반의 손 세정제는 노로바이러스에 대해 효과적이지 못하다.
전 세계적으로 1년 동안 노로바이러스에 감염되는 사람은 6억 8,500만 명, 노로바이러스 감염으로 인해 사망하는 사람은 20만 명에 이른다. 개발도상국과 선진국 양쪽 모두에서 흔히 감염이 일어난다. 5세 미만의 소아가 가장 흔히 감염되며, 개발도상국에서는 노로바이러스 감염으로 인해 5세 미만 소아가 5만 명 정도 사망한다. 노로바이러스 감염은 겨울철에 더 흔히 발생한다. 특히 비좁은 장소에서 사는 사람들에서 감염이 종종 발생한다. 미국에서는 노로바이러스로 인한 식중독이 전체 식중독 발생 건수의 절반을 차지한다. 1968년에 노로바이러스가 유행하였던 미국 오하이오주 노워크(Norwalk)에서 처음 발견되어 노워크바이러스(Norwalk Virus)라고 불렸지만 발음이 쉽게 노로바이러스(Noro Virus)로 다시 명명되었다. 'NV'로 줄여 말하기도 한다.

## 특징
미국 오하이오주 노워크(Norwalk)에서 발생한 급성위장염 환자의 대변에서 전자현미경으로 발견한 바이러스이다. 이 바이러스는 세계적으로 거의 90%의 위장염을 유발한다. 굴 등의 조개류에 의한 식중독의 원인이 되기도 하고, 감염된 사람의 분변이나 구토물에 의해 발견되기도 한다. 노로바이러스는 모든 연령의 사람에게 영향을 미친다. 바이러스가 포함된 음식이나 물에 의해, 또한 사람간의 접촉에 의해서 치명적으로 전염된다. 감염 후에, 바이러스에 의한 면역은 대개 완전하지 않고 일시적이다. 전염병에 의해 유전되는 경향이 있고, 개인적으로는 B형이나 AB형이 증상의 감염에 대해 부분적으로 보호를 할 수 있는 대에 반해 O형의 혈액형이 더 잘 감염된다.
노로바이러스에 의한 집단감염은 세계 여러 곳의 학교 등에서 일어나고, 노인이나 어린 아이들이 감염되기 쉽다. 노로바이러스 감염의 발생은 대개 폐쇄 집단이나 반폐쇄집단 즉, 병원이나 감옥, 기숙사, 순항하는 배 같이 한번 바이러스가 발생되면 그 감염이 사람 사이의 전염이나 포함된 음식에 의해 빠르게 퍼질 수 있는 곳에서 일어난다.
노로 바이러스는 건조한 상태에서도 4 ℃에서는 8주 정도, 20℃에서 3 ~ 4 주간 생존한다고 알려져 있다. 60 ℃에서 30분 동안 가열해도 전염성은 없어지지 않으며, 85℃ 이상에서 1분 이상 가열하면 감염성을 잃는다.

## 발병 기전
약 18개의 비리온만으로도 인간에게서 발병할 수 있다. 감염된 사람의 공장(Jejunum)을 조직 검사하면 융모가 무뎌져 있고 세포질이 공포화되어있으며 단핵구 침윤을 관찰할 수 있다. 이러한 장내 손상으로 수분과 영양분 흡수가 저해되고 설사가 일어난다.

## 증상
잠복기는 24-48시간이다. 증상이 로타바이러스와 유사하며, 개인에 따라 다를 수 있으나 주 증상으로는 갑작스러운 심한 구역질과 구토, 설사, 복통, 오한, 38℃ 정도의 발열과 구토 몇 시간 전 위의 팽만감 등이 있다. 이러한 증상은 12-60시간 이내에 회복되며 후유증은 없다. 그러나 면역 능력이 저하된 노인이나 유아는 증상이 지속되면서 사망한 예(토사물 질식에 의한 질식, 흡인성 폐렴으로 인한 사망 결과)도 알려져 있다. 또한 감염 되어도 발병하지 않은 채 끝나는 경우(불현성 감염)나 감기증후군과 유사한 증상만 나타날 경우도 있다. 일반적으로 “구토, 설사, 복통을 수반하는 감기”라고 진단되는 경우도 있으며, 그들이 사실 노로바이러스에 의한 감염 가능성도 있으며(엔테로바이러스 등의 다른 원인도 있다)
현재 항바이러스제나 백신은 없으며 대증요법으로 치료한다.

## 감염 경로
노로바이러스에 의한 감염은 그 감염 경로로부터 아래와 같이 두 가지로 나뉜다.
1. 식중독
바이러스가 축적된 식재료 및 바이러스로 오염된 식기를 사용했을 경우 경구 감염.
2. 환자로부터의 전염
1에 의해 감염된 환자(또는 1,2의 경로로 감염된 환자)의 배변이나 구토물 등에서 추출한 바이러스로부터 경구 감염.